# Hassan Raed
Hassan Raed (Duhok, 23 de septiembre de 2000) es un futbolista iraquí que juega en la demarcación de defensa para el Al Quwa Al Jawiya de la Liga Premier de Irak.

## Selección nacional
Tras jugar en las categorías inferiores de la selección, finalmente hizo su debut con la selección absoluta de Irak el 12 de noviembre de 2020 en un encuentro amistoso contra Jordania que finalizó con un resultado de empate a cero.

## Clubes
Actualizado al último partido disputado el 4 de diciembre de 2023.
| Club              | País | Año       | Partidos | Goles |
| ----------------- | ---- | --------- | -------- | ----- |
| Al-Karkh SC       | Irak | 2018-2019 |          | 1     |
| Al Quwa Al Jawiya | Irak | 2019-     | 9        | 0     |